# Eulalia pusilla
Eulalia pusilla är en ringmaskart som beskrevs av Ørstedt 1843. Eulalia pusilla ingår i släktet Eulalia och familjen Phyllodocidae. Inga underarter finns listade i Catalogue of Life.